# Viersilbler
Der Viersilb(l)er ist in der Verslehre bei silbenzählendem Versprinzip ein Versmaß bzw. Vers mit vier Silben. Gelegentlich, vor allem im Kontext antiker Dichtung, wird auch die Bezeichnung Tetrasyllabus verwendet.